# Zita Duarte
Zita Glória Duarte Silva (Cascais, Cascais, 17 de Fevereiro de 1944 — Lisboa, 14 de Janeiro de 2000) foi uma actriz portuguesa.

## Biografia
Cofundadora do Teatro Experimental de Cascais, no ano de 1965, dirigida por Carlos Avilez, aí participou em peças como Esopaida de António José da Silva (1965), A Maluquinha de Arroios de Andre Brun (1966), Fedra de Jean Racine (1967), Bodas de Sangue de Garcia Lorca (1968), Fuenteovejuna de Lope de Vega (1973) ou Ivone, Princesa de Borgonha de W. Gombrowickz (1974). Em 1977, no Cinema Quarteto, participou juntamente com Ana Zanatti na peça A verdadeira história de Jack o Estripador, de Elizabeth Huppert, produzida por Vasco Morgado, cujas cenas de nudez geraram grande polémica e controvérsia.
Com uma filmografia de mais de vinte películas cinematográficas, salienta alguns dos filmes em que participou - Domingo à Tarde de António de Macedo (1966), O Cerco de António da Cunha Telles (1970), Uma Abelha na Chuva (1972) e Crónica dos Bons Malandros (1984) de Fernando Lopes, O Mal-Amado de Fernando Matos Silva (1974), Os Demónios de Alcácer Quibir de José Fonseca e Costa (1977), O Rei das Berlengas de Artur Semedo (1978), Conversa Acabada de João Botelho (1982), A Ilha dos Amores de Paulo Rocha (1982), Ninguém Duas Vezes de Jorge Silva Melo (1985), O Fim do Mundo (1992) e Longe da Vista (1998) de João Mário Grilo, Rosa Negra (1992) e Anjo da Guarda (1999) de Margarida Gil, Ossos de Pedro Costa (1997), Requiem de Alain Tanner (1998), Jaime de António Pedro Vasconcelos (1999) ou Mal de Alberto Seixas Santos (1999).
Unanimemente reconhecida como uma das maiores actrizes portuguesas, faleceu aos 55 anos, vítima de um cancro. Foi sepultada no Talhão dos Artistas do Cemitério dos Prazeres, em Lisboa. O seu nome foi atribuído a um prémio de teatro da Escola Profissional de Teatro de Cascais, bem como à Praça Zita Duarte, na mesma Freguesia.

## Filmografia
- No Quarto da Vanda (2000)
- Ossos (1997), realizado por Pedro Costa
- O Fim do Mundo (1993), realizado por João Mário Grilo
- Conversa Acabada (1981), realizado por João Botelho
- O Rei das Berlengas (1978), realizado por Artur Semedo
- Nós por Cá Todos Bem (1978), realizado por Fernando Lopes
- O Mal-Amado (1974), realizado por Fernando Matos Silva
- O Cerco (1970), realizado por António da Cunha Telles
- Sete Balas para Selma (1967), realizado por António de Macedo
- Domingo à tarde (1966), realizado por António de Macedo